# Bridge of Divie
Die Bridge of Divie, auch Edinkillie Bridge, ist eine Straßenbrücke in der schottischen Streusiedlung Edinkillie in der Council Area Moray. 1971 wurde die Bogenbrücke in die schottischen Denkmallisten in der Denkmalkategorie B aufgenommen.

## Geschichte
Dem verheerenden Hochwasser mehrerer Flüsse in Moray im August 1829 fielen auch verschiedene Brücken über den Divie und den Findhorn zum Opfer. Zu diesen zählte auch das Vorgängerbauwerk der Bridge of Divie. Die heutige Bridge of Divie wurde im Jahre 1831 fertiggestellt. Sie steht ein kurzes Stück flussabwärts der zwei Jahre zuvor zerstörten Brücke.

## Beschreibung
Der Mauerwerksviadukt überspannt den Divie in der Streusiedlung Edinkillie nahe von Edinkillie House und der Edinkillie Parish Church rund 1,5 Kilometer vor der Einmündung des Dorback Burns. 
Das Mauerwerk der Segmentbogenbrücke besteht aus grob zu Quadern behauenem Bruchstein. Die Bridge of Divie überspannt den Divie mit einem ausgemauerten Bogen. Als Widerlager dient auf beiden Seiten anstehender Fels. Die Bogenspanne ist mit etwa 15,3 Metern angegeben. Flache, zu beiden Seiten leicht auffächernde Bruchsteinbrüstung begrenzen beidseitig die schmale Fahrbahn der von Forres nach Dava führenden A940, welche sie über den Divie führt.
Neben der Bantrach Bridge, der Bridge of Logie und dem ein kurzes Stück flussaufwärts querenden Edinkillie Railway Viaduct ist die Bridge of Divie eine von vier denkmalgeschützten Brücken über den 19 Kilometer langen Fluss.